# Nicolas Denisot
Nicolas Denisot (* 1515 in Le Mans; † 1559 in Paris) war ein französischer Schriftsteller und Maler.

Thomas Seymour gemalt von Nicolas Denisot

## Leben und Werk
Nicolas Denisot veröffentlichte im Jahr 1545 Weihnachtslieder (französisch: noëls). Dann ging er nach England und war Hauslehrer der Töchter von Thomas Seymour. Zurück in Frankreich erregte er Aufsehen mit dem in England mit seinen Schülerinnen verfertigten Tombeau poétique (Gedächtnisdichtung) auf die 1549 verstorbene Margarete von Navarra, womit er eine Tradition einleitete. Der ursprünglich lateinisch verfertigte Text wurde für die 2. Auflage von der Pléiade (ursprünglich La Brigade) ins Griechische, Italienische und Französische übersetzt. Pierre Ronsard überließ Denisot das Verfertigen der Anmerkungen zu seiner Oden-Ausgabe von 1552. Denisot, der sich Comte d’Alsinoys nannte, gehörte zuerst zur Gruppe des Collège de Boncourt um Marc Antoine Muret und Étienne Jodelle, die sich dann der Gruppe des Collège de Coqueret um Ronsard anschloss. Innerhalb der Pléiade verfocht Denisot das Konzept einer christlichen (statt an der Antike orientierten) Dichtung und verwirklichte es in seinen Cantiques von 1553, zu denen Jodelle ein wichtiges Vorwort verfasste. Daneben trat er mit Porträt-Gemälden und als Kartograf (von Peru) hervor. Er starb im Alter von 44 Jahren.

## Werke (Auswahl)
- (Hrsg.) Le Tombeau de Marguerite de Valois Royne de Navarre. Paris 1551, 1552.
- Cantiques du premier advenement de Jesus Christ. De la Porte, Paris 1553. (gewidmet Antoinette de Loynes, 1505–1567; mit Vorwort von Étienne Jodelle)
- (Verfasserschaft ungewiss) L’amant resuscité de la mort d’amour. En cinq livres (1558). Hrsg.  Véronique Duché-Gavet. Droz, Genf 1998. (kritische Ausgabe)